# Harvey Coles Knowles
Harvey Coles Knowles (Nova Iorque, 11 de março de 1891 – Montego Bay, 2 de março de 1964) foi um engenheiro mecânico e inventor estadunidense, que foi vice-presidente da Procter & Gamble, Cincinnati. Recebeu a Medalha ASME de 1950.
Filho de Andrew A. Knowles e Anna (Coles) Knowles, graduado pela Universidade Yale com bacharelado em filosofia em 1912. Começou sua carreira na indústria como diretor das usinas da Westinghouse Lamp Plant em Nova Iorque. Em 1921 começou a trabalhar na Procter and Gamble Company como superintendente geral.
Recebeu a Medalha ASME de 1950. Morreu em 1964 em Montego Bay, Jamaica, durante suas férias.

## Publicações selecionadas
- Harvey C. Knowles. "System for conveying and inspecting soap," US Patent 1,636,235, 1927.